# Serena Coppolino
Serena Coppolino (Genova, 26 aprile 1985) è un'ex calciatrice italiana, di ruolo attaccante.
Ha giocato una partita con la maglia della nazionale dell'Italia.

## Carriera

### Club
Coppolino cresce con la famiglia a Genova, avvicinasi al calcio all'età di 11 anni dopo aver provato altre discipline sportive quali pattinaggio, nuoto, pallacanestro, e tesserandosi con il Cosmos, club della sua città, giocando nella loro formazione mista under 14. Da quella squadra si formò in seguito la Goliardica, formazione interamente femminile con la quale intorno agli 11-12 anni disputava la campionato di Serie C, a quel tempo organizzato a livello regionale e terzo livello del campionato italiano femminile di calcio.
In seguito si trasferisce alla Sampierdarenese, club di Serra Riccò con il quale sale di categoria, dalla Serie C alla B, disputando il campionato 2002-2003 nel girone A e condividendo con le compagne un'ottima stagione che da rookie sfiora la promozione nella neocostituita Serie A2.
Dopo aver indossato la maglia biancorossa per una terza stagione, chiusa in Serie B (divenuta da quell'edizione terzo livello), durante la pausa estiva di calciomercato 2004, Coppolino si trasferisce al Matuziana Sanremo, anni in cui, considerata tra le giovani emergenti nel calcio femminile italiano del tempo, inizia a essere convocata anche in prospettiva della maglia azzurra.

### Nazionale
Le prestazioni offerte in campionato attirano su Cozzolino l'interesse da parte degli osservatori della federcalcio italiana, concretizzandosi in una convocazione con la formazione under 19, allora guidata dal tecnico federale Elisabetta Bavagnoli, per uno stage nel corso del 2003.
In seguito Bavagnoli decide di inserirla in rosa con la squadra che disputa la fase finale dell'europeo di Germania 2003, facendo il suo debutto in un incontro ufficiale UEFA il 19 aprile, in occasione della vittoria per 4-1 sulle pari età dell'Ucraina del gruppo 3 per le qualificazioni al torneo, rilevando Agnese Ricco al 78', venendo poi confermata per la partita successiva che consentì alle Azzurrine di qualificarsi per la fase finale. Inserita nuovamente in rosa da Bavagnoli, gioca tutti i tre incontri della fase a gironi previsti dalla sua nazionale, andando a segno nell'ultimo incontro con la Svezia riportando l'Italia in parità al 62', rimanendo in campo fino al termine dei supplementari, chiusi con tre reti per parte, e, scelta tra le e rigoriste, l'unica tra le Azzurrine ad andare a segno dal dischetto degli undici metri, dovendo quindi lasciare le scandinave per il passaggio del turno.
Rimasta in quota anche per la successiva edizione di Finlandia 2004, Cozzolino scende in campo in tutti i sei incontri di qualificazione e nei quattro della fase finale, dove in quest'ultima segna una tripletta alla Russia nella vittoria per 5-1, passando poi il turno e dopo aver perso la semifinale, chiudere il torneo al quarto posto battuta dalla Spagna per 1 a 0 nella finalina. Il risultato comunque consente all'Italia di qualificarsi per il mondiale di Thailandia 2004, dove ancora una volta Cozzolino è tra le ragazze convocate. Nel torneo FIFA viene impiegata in due dei tre incontri giocati dalle azzurrine nel gruppo B prima che l'Italia venisse eliminata già la fase a gironi.
Nel settembre 2004 arriva anche la prima convocazione in nazionale maggiore, chiamata da Carolina Morace ad aggiungersi alla rosa delle ragazze in partenza per la difficile trasferta a Niš con la Serbia e Montenegro, incontro valido per le qualificazioni all'Europeo di Inghilterra 2005, senza tuttavia essere impiegata. Per scendere in campo con la maglia azzurra deve tuttavia aspettare l'anno successivo,

## Statistiche

### Cronologia presenze e reti in nazionale
Dall'elenco mancano eventuali presenze maturate prima del 1995.

| Cronologia completa delle presenze e delle reti in nazionale ― Italia | Cronologia completa delle presenze e delle reti in nazionale ― Italia | Cronologia completa delle presenze e delle reti in nazionale ― Italia | Cronologia completa delle presenze e delle reti in nazionale ― Italia | Cronologia completa delle presenze e delle reti in nazionale ― Italia | Cronologia completa delle presenze e delle reti in nazionale ― Italia | Cronologia completa delle presenze e delle reti in nazionale ― Italia | Cronologia completa delle presenze e delle reti in nazionale ― Italia |
| Data                                                                  | Città                                                                 | In casa                                                               | Risultato                                                             | Ospiti                                                                | Competizione                                                          | Reti                                                                  | Note                                                                  |
| --------------------------------------------------------------------- | --------------------------------------------------------------------- | --------------------------------------------------------------------- | --------------------------------------------------------------------- | --------------------------------------------------------------------- | --------------------------------------------------------------------- | --------------------------------------------------------------------- | --------------------------------------------------------------------- |
| 13-4-2005                                                             | Genova                                                                | Italia                                                                | 1 – 0                                                                 | Danimarca                                                             | Amichevole                                                            | -                                                                     | 83’                                                                   |
| Totale                                                                |                                                                       | Presenze                                                              | 1                                                                     |                                                                       | Reti                                                                  | 0                                                                     |                                                                       |

## Palmarès

### Individuali
- Capocannoniere della Serie A2: 1

Molassana Boero: 2012-2013 (22 reti)
- Capocannoniere della Serie B: 1

Molassana Boero: 2013-2014 (25 reti)